# Rachel Yankey
Rachel Yankey (née le 1er novembre 1979 à Londres) est une joueuse anglaise de football.

## Carrière
Rachel Yankey commence à jouer au football dans une équipe de garçons avant de rejoindre l'équipe des jeunes de Mill Hill United. Sa carrière commence à l'âge de 16 ans. Elle joue d'abord pour Arsenal puis est prêtée pour une courte période au club canadien de Laval Dynamite avant de partir à Fulham. C'est là qu'elle devient la première femme footballeuse professionnelle d'Angleterre. Elle rejoint Birmingham City pour la saison 2004/2005 puis rejoint Arsenal pour la saison 2005/2006 après un court passage chez les Wildcats du New Jersey dans la W-League aux États-Unis. Avec Rachel Unitt, sa compatriote en sélection anglaise, elle joue les sept derniers matchs des Wildcats et les aide à gagner le championnat de la ligue.
On peut dire de Rachel Yankey qu'elle est la plus célèbre joueuse de football en Angleterre. En effet elle sert de "modèle" lors de deux campagnes pour les maillots de l'Angleterre. Elle apparaît aussi sur la page féminine du site de la fédération anglaise. De plus elle est célèbre pour avoir participé à l'émission de la BBC, Sport'Academy Materclasses, où elle enseigne quelques rudiments de son sport à de jeunes footballeurs.
En août 2007, elle est désignée avec 20 autres joueuses par Hope Powell pour participer à la phase finale de la Coupe du monde de football féminin 2007 qui se déroule en Chine en septembre prochain.
Elle est sélectionnée parmi l'effectif britannique des Jeux olympiques 2012.

## Palmarès

### En équipe
- Vainqueur de la Coupe UEFA féminine 2007 : Yankey fait partie de l'équipe d'Arsenal qui entre dans l'histoire en étant la première équipe non allemande et non scandinave à remporter ce titre[2].
- Vainqueur de la Coupe d'Angleterre : elle remporte ce trophée à 7 reprises avec Arsenal (1998, 1999, 2006, 2007, 2011[3]) et deux fois avec Fulham (2002, 2003).
- Championne d'Angleterre : Fulham (2003), et Arsenal (1997, 2006, 2007)
- Vainqueur de la Coupe de la ligue d'Angleterre : Fulham (2002, 2003), Arsenal (1998, 1999, 2007)
- Vainqueur de la W-League (le championnat américain) : New Jersey Wildcats (2005)

- Rachel Yankey est dans l'équipe d'Arsenal qui remporte le quadruplé en 2006/2007, gagnant la coupe UEFA, le championnat, la coupe de la Ligue et la coupe d'Angleterre[4],[5].
- Elle fait également partie de l'équipe de Fulham qui réalise le triplé en 2002/2003, gagnant la coupe d'Angleterre, la coupe de la Ligue et le championnat.

### Distinctions personnelles
- En 2003, elle reçoit l'Ordre de l'Empire britannique, pour ses services rendus au football anglais, des mains de la reine Élisabeth II[6].
- Elle est élue meilleure joueuse internationale lors de la saison 2004/2005.

## Divers
- Son joueur modèle est Ian Wright.
- Elle était la seule fille dans l'équipe de jeunes dans laquelle elle jouait.
- Elle a l'habitude de manger une assiette de poulet et de riz le soir précédent un match.
- Elle est actuellement la joueuse anglaise la plus capée.
- Quand elle ne joue pas, Rachel Yankey passe une grande partie de son temps à enseigner le football aux enfants.